# Bactrocera dissidens
Bactrocera dissidens
 es una especie de díptero que Drew describió por primera vez en 1989. Bactrocera dissidens pertenece al género Bactrocera de la familia Tephritidae. 